# Южно-Курземский край
Южно-Курземский край (латыш. Dienvidkurzemes novads) — административно-территориальная единица в Латвии, в регионе Курземе. Край состоит из 26 волостей и городов Айзпуте, Дурбе, Павилоста, Приекуле и Гробиня (последний является центром края). Граничит с Вентспилсским, Кулдигским, Салдусским краями и с Тельшяйским и Клайпедским уездами Литвы.
Край был образован 1 июля 2021 года в ходе административно-территориальной реформы Латвии 2021 года, в результате объединения Айзпутского, Вайнёдского, Дурбского, Гробинского, Ницского, Павилостского, Приекульского и Руцавского краёв.

## Территориальное деление
- город Айзпуте (латыш. Aizputes pilsēta)
- Айзпутская волость (латыш. Aizputes pagasts)
- Бартская волость (латыш. Bārtas pagasts)
- Бункская волость (латыш. Bunkas pagasts)
- Вайнёдская волость (латыш. Vaiņodes pagasts)
- Вергальская волость (латыш. Vērgales pagasts)
- Вецпилсская волость (латыш. Vecpils pagasts)
- Виргская волость (латыш. Virgas pagasts)
- Гавиезская волость (латыш. Gaviezes pagasts)
- Грамздская волость (латыш. Gramzdas pagasts)
- Гробинская волость (латыш. Grobiņas pagasts)
- город Гробиня (латыш. Grobiņas pilsēta)
- Дуналкская волость (латыш. Dunalkas pagasts)
- Дуникская волость (латыш. Dunikas pagasts)
- город Дурбе (латыш. Durbes pilsēta)
- Дурбская волость (латыш. Durbes pagasts)
- Каздангская волость (латыш. Kazdangas pagasts)
- Калвенская волость (латыш. Kalvenes pagasts)
- Калетская волость (латыш. Kalētu pagasts)
- Лажская волость (латыш. Lažas pagasts)
- Медзская волость (латыш. Medzes pagasts)
- Ницская волость (латыш. Nīcas pagasts)
- Отанькская волость (латыш. Otaņķu pagasts)
- город Павилоста (латыш. Pāvilostas pilsēta)
- город Приекуле (латыш. Priekules pilsēta)
- Приекульская волость (латыш. Priekules pagasts)
- Руцавская волость (латыш. Rucavas pagasts)
- Сакская волость (латыш. Sakas pagasts)
- Тадайкская волость (латыш. Tadaiķu pagasts)
- Циравская волость (латыш. Cīravas pagasts)
- Эмбутская волость (латыш. Embūtes pagasts)